# ひとくち餃子

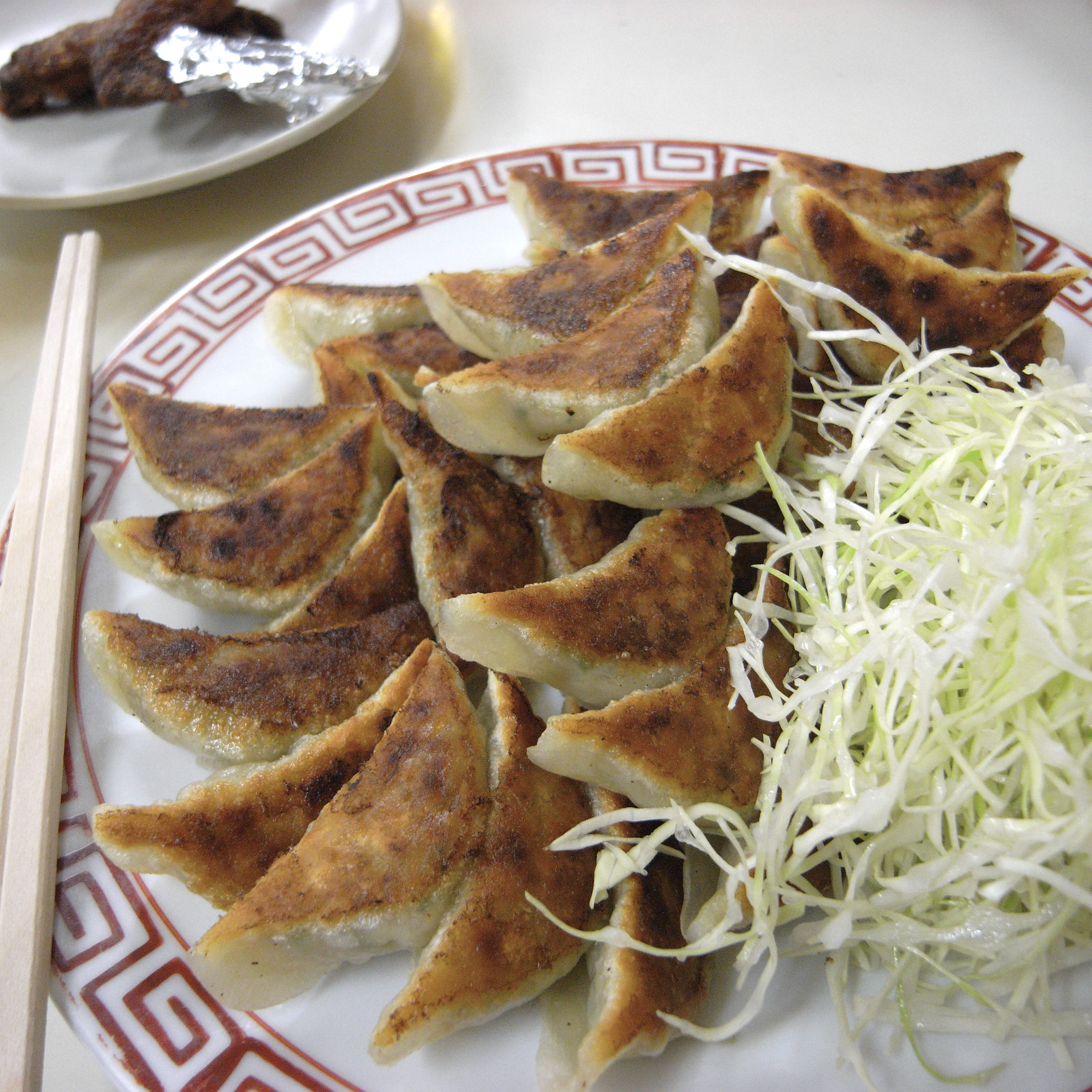
旭軒(福岡市)の焼き餃子

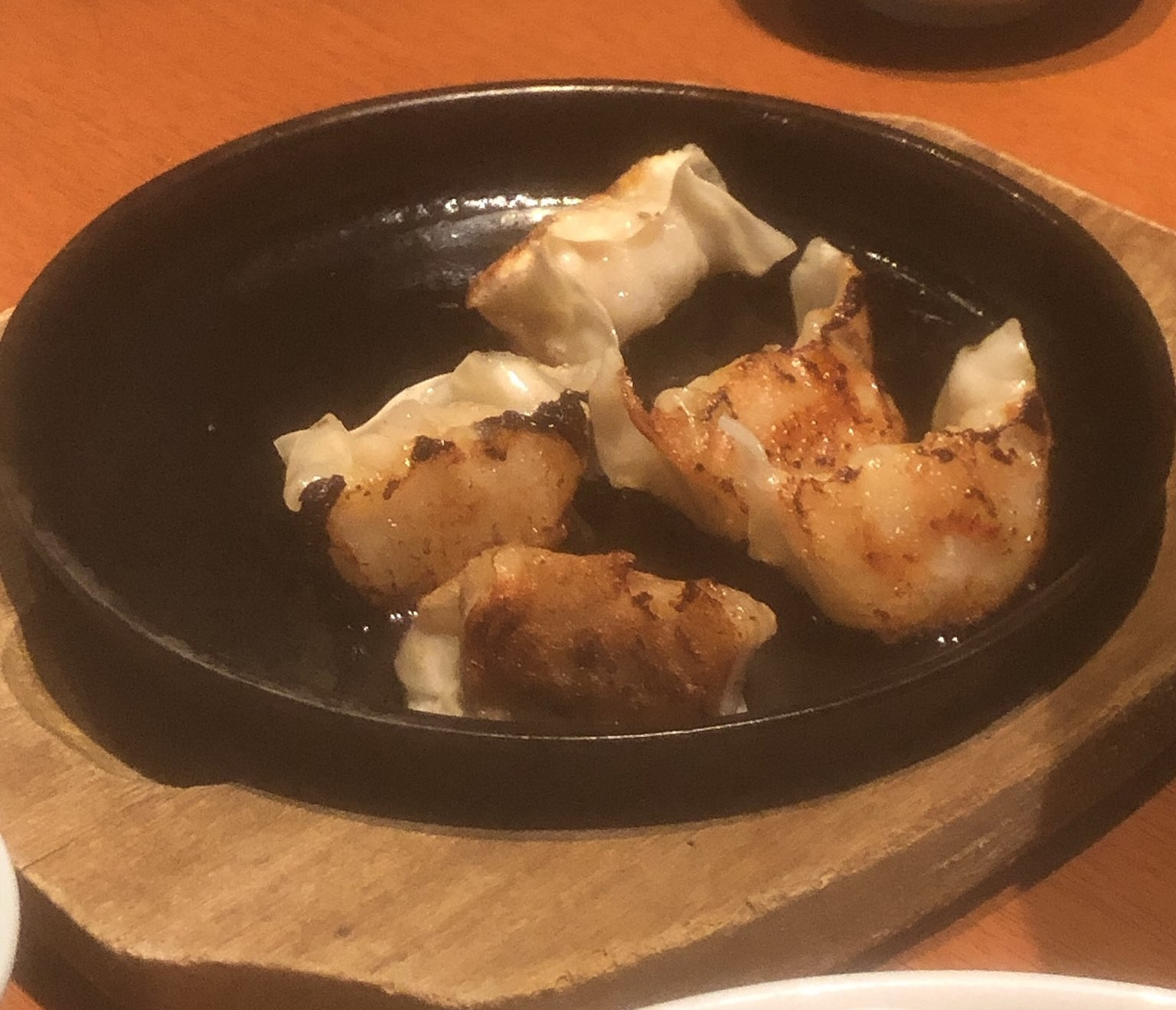
黒船(北九州市)で提供されている一口サイズの鉄板餃子

ひとくち餃子（ひとくちぎょうざ）とは、一口で食べられるサイズの小ぶりの餃子である。大阪ひとくち餃子、博多ひとくち餃子などが有名である。
一口餃子と漢字表記もされる。

## 大阪ひとくち餃子

### 概要
大阪北新地で1955年（昭和30年）創業の「天平」が発祥である。小ぶりなサイズの餃子は、北新地のホステスたちの口コミで人気となった。その後、天平のスタイルを参考にしたひとくち餃子の店が増え、大阪名物として認知されるようになった。

### 特徴
パリッと焼けた皮が特徴のひとくちサイズの餃子である。普通の餃子の皮を使用し、「包む」というよりも「折る」という形になっている。

### 発展の歴史
ひとくち餃子の店を創業順に記載、住所は現在のもの。
- 天平 - 1955年創業、大阪市北区曽根崎新地1-8-12
- 兄ちゃん - 創業、大阪市北区曽根崎新地1-6-2
- 泰平 - 創業、大阪市中央区東心斎橋2-1-13
- 南平[2] - 創業、大阪市中央区心斎橋筋2-3-5
- 点天 - 1977年創業、大阪市此花区島屋4-4-12
- 味奉行[3] - 1982年創業、大阪市北区西天満6-6-9
- 泉門天[4] - 1987年創業、京都市東山区花見小路新橋下ル東側
- なか川 - 1989年創業、大阪市北区堂島1-3-8
- 吉風[5] - 創業、大阪市中央区心斎橋筋1-4-14
- 餃々[6] - 1999年創業、大阪市北区芝田1-3-14

2010年7月現在、北新地にある餃子の店は13店舗となっている。

## 博多ひとくち餃子

### 特徴
普通の餃子より小さい皮を使用し、具を包んでいる。発祥の宝雲亭では、タネにニンニクは入れず、タレにはラー油ではなく柚子胡椒を用いる。

### 歴史
博多中洲で1949年（昭和24年）創業の「宝雲亭」が発祥。初代が満洲で食べた水餃子をもとに焼き餃子を提供したことが始まり。水餃子の場合、茹でた後に大きくなりすぎないよう小ぶりな大きさで作ることから、同店の焼き餃子も通常より小さいものになった。
宝雲亭のほか、老舗として1954年（昭和29年）創業の旭軒（博多区博多駅前）や1963年（昭和38年）創業のテムジン（中央区大名）が知られている。
宝雲亭は創業者の真武信幸が1949年に現在の久留米市に1号店を開業し、2代目の山田末次が長崎宝雲亭を開業し、その後、福岡市、北九州市、熊本県と展開を行い、3代目の山田隆博が現在の福岡市内を中心に展開した。このため、長崎市も「ひとくち餃子の激戦区」と呼ばれるほど専門店なども数多く営業している。